# Ljubav nema pravila (2003.)
Ljubav nema pravila je američka romantična komedija iz 2003., koju je napisala, producirala i režirala Nancy Meyers za Columbia Pictures i Warner Bros. U njoj Jack Nicholson glumi uspješnog "šezdesetineštogodišnjaka", a Diane Keaton uspješnu "pedesetineštogodišnjakinju"; oni se zaljube jedno u drugo u različitim životnim dobima, usprkos tome što su potpuno različiti. Uz njih se pojavljuju Keanu Reeves i Amanda Peet s Frances McDormand, Paulom Michaelom Glaserom, Jonom Favreauom i KaDee Strickland u sporednim ulogama.
Dok je reakcija na film u cjelini bila bolje ocijenjena, film je dobio općenito pohvalne kritike i postigao iznenađujući uspjeh nakon izlaska u Sjevernoj Americi, zaradivši 266,600.000 milijuna dolara u svijetu. Za svoju izvedbu, Keaton je, između ostalog, dobila Zlatni globus, nagradu Satellite, te nominaciju za Oscara i nominaciju "SAG"-a za najbolju glumicu. Nicholson je također dobio nominaciju za Zlatni globus u kategoriji za najboljeg glumca u mjuziklu ili komediji. To je bio njihov drugi film zajedno nakon filma Crveni iz 1981.

## Radnja
Harry Sanborn (Jack Nicholson) je bogati njujorški glazbeni mogul s 40-godišnjom navikom da izlazi sa ženama ispod 30-te, uključujući posljednju ljubavnicu Marin Klein (Amanda Peet). Njih dvoje odlazi u kuću u Hamptonsu očekujući da će biti sami, ali ih iznenade Marinina majka, uspješna spisateljica dramskih komada Erica Barry (Diane Keaton) i vlasnica kuće, i njezina sestra Zoe (Frances McDormand).
Nakon neugodne večere noć se pretvara u katastrofu tijekom predigre s Marin - Harry dobije srčani udar i odvoze ga u bolnicu. Liječnik Julian Mercer (Keanu Reeves) govori Harryju da mora mirovati nekoliko dana, pa on završi u Ericinoj kući. Prepiru se sve dok se ne upoznaju. Dodatno im je opterećenje činjenica da Harry izlazi s njezinom kćeri i da se Erica sviđa Julianu.
Marin i Harry se dogovore da prekinu vezu. On i Erica provode sve više vremena zajedno. Harry shvati da se u potpunosti oporavio i da više ne mora biti kod Erice te odlazi kući.
Marin prima vijest da se njezin otac, Ericin bivši muž i redatelj njezinih komada, ponovo ženi. Iako Ericu vijest ne pogodi, Marin je shrvana i vrši pritisak na svoju majku da ide s njom na obiteljsku večeru. Erica uživa u večeri sve dok ne vidi Harryja i neku djevojku za drugim stolom. Nakon rasprave s Ericom Harry završi u bolnici misleći da opet ima srčani udar, ali ga mlada liječnica, dr. Martinez, umiruje govoreći mu da je to samo bio napadaj panike.
Iako je slomljena, Erica shvaća da bi ove događaje i osjećaje mogla pretočiti u dramu. Harry čuje o njezinom novom komadu i odlazi u kazalište u New Yorku gdje se održavaju probe. Iako to poriče, brzo postane jasno da je u drami napisala puno osobnih detalja o njihovoj vezi. Erica smireno odbacuje svaku njegovu aluziju da se on brine za nju i nagovijesti da će njegov lik umrijeti - radi smijeha. Opet dobije napadaj panike i opet ga primi dr. Martinez koja ga upozori da mora naučiti kako da se opusti.
Prošlo je šest mjeseci i Ericin komad je postigao veliki uspjeh. Harry posjeti Marin da joj se ispriča ako ju je ikad povrijedio. Odgovara mu da je prema njoj uvijek bio dobar i da je sada sretna s mužem i u drugom stanju. Harry kaže da želi vidjeti Ericu, ali doznaje da ona slavi rođendan u Parizu. Harry ju odluči iznenaditi i, zapamtivši kako su jednom planirali proslaviti rođendane zajedno, pojavi se u pariškom restoranu. Pronalazi ju za stolom i Harry joj objasni da je posljednjih šest mjeseci posjećivao sve svoje ljubavnice i, iako su ga ispočetka odbijale, na kraju bi ispričale iste priče koje su mu pomogle da shvati kako je postao takva osoba. Govori Erici da je ovo putovanje bilo zadnje i najduže. Pojavljuje se Julian i Harry shvati da s njim slavi svoj rođendan.
Harry i Erica se dobro slažu tijekom večere, ali se opraštaju na izlazu iz restorana. On odlazi na obalu rijeke Seine, a Erica izlazi iz taksija. Objašnjava mu da je Julian shvatio da su još uvijek zaljubljeni i odlučio im se maknuti s puta. Harry objasni Erici da je u svojoj šestomjesečnoj potrazi shvatio da ju iskreno voli.
Godinu dana kasnije, u njujorškom restoranu, Erica i Harry večeraju s Marin, njezinim mužem i njihovom djevojčicom.

## Uloge
- Jack Nicholson je Harry Sanborn, 63-godišnjak, samozadovoljan plejboj i jetsetter koji posjeduje deset kompanija, uključujući časopis i drugu po veličini u svijetu hip-hop producentsku kuću. Ima libido mladog muškarca, a izlazi samo sa ženama mlađima od trideset godina.
- Diane Keaton je Erica Barry, 56-godišnja uspješna dramska spisateljica u kazalištu na Broadwayu, često piše u svojoj kući na plaži u Hamptonsu. Preživjela je razvod bez velike gorčine i živi povučeno.
- Keanu Reeves je Julian Mercer, Harryjev 36-godišnji liječnik. Velik je obožavatelj Ericinih komada, u koju se zaljubljuje.
- Amanda Peet je Marin Klein, Ericina kćer, 29-godišnja dražbovateljica koja radi za aukcijsku kuću Christie's.
- Frances McDormand je Zoe, Ericina sestra. Radi kao profesorica na Ženskim studijima na sveučilištu Columbia.
- Jon Favreau je Leo, Harryjev osobni asistent.
- Paul Michael Glaser je Dave Klein, Marinin otac i Ericin bivši muž. Režira Ericine komade.
- Rachel Ticotin je dr. Martinez, liječnica na hitnoj službi.
- KaDee Strickland je Kristen, Daveova zaručnica dvije godine starija od njegove kćeri Marin.

## Kritike
Film ima ocjenu 71% na Rotten Tomatoes, koja se temelji na 164 kritike, sa sažetkom: "Keaton blista u ovoj pametnoj, zabavnoj, romantičnoj komediji"."

## Priznanja

### Nagrade
- Zlatni globus za najbolju glumicu – komedija ili mjuzikl (Diane Keaton)
- National Board of Review of Motion Pictures: najbolja glumica (Diane Keaton)
- Nagrada Satellite: najbolja glumica - igrani film (Diane Keaton)

### Nominacije
- Oscar za najbolju glavnu glumicu (Diane Keaton)
- Art Directors Guild: izvrsnost u scenografiji: dugometražni film - suvremeni film
- Nagrada Artios: najbolji izbor glumaca za dugometražni film, komediju (Jane Jenkins, Janet Hirshenson)
- Broadcast Film Critics Association: najbolja glumica (Diane Keaton)
- Zlatni globus za najboljeg glumca – komedija ili mjuzikl (Jack Nicholson)
- Nagrada Golden Reel: najbolja montaža zvuka u dugometražnom filmu: glazba, dugometražni film
- Phoenix Film Critics Society: najbolja glumica (Diane Keaton)
- Screen Actors Guild Awards: izvanredna izvedba glumice u glavnoj ulozi (Diane Keaton)
- Washington D.C. Area Film Critics Association: najbolja glumica (Diane Keaton)